# Göstapiggane
Die Göstapiggane sind eine Gruppe von Berggipfeln im ostantarktischen Königin-Maud-Land. Im südlichen Abschnitt des Ahlmannryggen ragen sie als nordöstliche Erhebungen der Liljequisthorga auf.
Norwegische Kartografen, die der Gruppe auch ihren Namen gaben, kartierten sie anhand von Vermessungen und Luftaufnahmen der Norwegisch-Britisch-Schwedischen Antarktisexpedition (1949–1952) und Luftaufnahmen, die zwischen 1958 und 1959 bei der Dritten Norwegischen Antarktisexpedition (1956–1960) entstanden. Namensgeber ist der schwedische Meteorologe Gösta Hjalmar Liljequist (1914–1995), Teilnehmer an der Norwegisch-Britisch-Schwedischen Antarktisexpedition.